# Joe Cokanasiga
Ratu Josateki Cokanasiga (Suva, República de Fiyi, 15 de noviembre de 1997), más conocido como Joe Cokanasiga, es un jugador profesional fiyiano de rugby que se desempeña en la posición de wing izquierdo en Bath Rugby, equipo perteneciente a la liga Premiership Rugby.

## Carrera
En 2017 comenzó su carrera deportiva con el equipo London Irish, en el cual jugó una temporada (2017-2018), después pasó a Bath Rugby, donde lleva jugando seis temporadas.